# ベンペリドール
ベンペリドール(Benperidol)は、効き目の強いブチロフェノン誘導体である。等量あたりの薬理作用はクロルプロマジンの75倍から100倍（ハロペリドールの1.5倍から2倍の強さ）であり、欧州の市場で最も効果の高い抗精神病薬である。統合失調症の治療に用いられるが、主に異常性欲の制御に用いられ、仮釈放の条件として性犯罪者に処方されたり、酢酸シプロテロン等の抗アンドロゲン薬の代替としても用いられることがある。
ベンペリドールは、1961年にヤンセン ファーマにより発見された。

## 合成

Benperidol synthesis: